# Gaczi Ghalesi
Gaczi Ghalesi – wieś w Iranie, w ostanie Azerbejdżan Zachodni, w szahrestanie Szahin Deż. W 2006 roku liczyła 170 mieszkańców.